# Pardosa vittata
Pardosa vittata är en spindelart som först beskrevs av Eugen von Keyserling 1863.  Pardosa vittata ingår i släktet Pardosa och familjen vargspindlar. Inga underarter finns listade i Catalogue of Life.